# Biển Banda
Biển Banda là một biển ở Nam Molucca thuộc Indonesia, về mặt tự nhiên là một phần của Thái Bình Dương nhưng bị cô lập khỏi nó bằng hàng trăm hòn đảo lớn nhỏ, cũng như bởi biển Halmahera và biển Ceram. Nó kéo dài khoảng 1.000 km (600 dặm Anh) từ tây sang đông và khoảng 500 km (300 dặm Anh) từ bắc xuống nam.

## Đảo
Các đảo ranh giới của biển Banda bao gồm Sulawesi ở phía tây, Buru, Ambon, Ceram, Aru, Tanimbar, Barat Daya và Timor. Mặc dù vùng ranh giới của biển này khá nguy hiểm cho hàng hải do có nhiều đảo đá nhỏ, nhưng phần giữa của biển này lại tương đối thông thoáng. Các nhóm đảo trong phạm vi biển này có quần đảo Banda.

## Động đất
Các trận động đất tương đối thường xuyên trong khu vực do sự tụ hợp của ba mảng kiến tạo – mảng Á-Âu, mảng Thái Bình Dương và mảng Ấn Độ-Úc.